# Berardo di Camerino
Berardo di Camerino (zm. w 1292) – włoski duchowny katolicki, protonotariusz apostolski. Posiadał beneficjum kościelne w diecezji Camerino. Kamerling Świętego Kościoła Rzymskiego od 1279 do grudnia 1288. Zmarł w wyniku epidemii panującej w Rzymie latem 1292 roku.